# Studio Vandersteen
 (décembre 2024).
Si vous disposez d'ouvrages ou d'articles de référence ou si vous connaissez des sites web de qualité traitant du thème abordé ici, merci de compléter l'article en donnant les références utiles à sa vérifiabilité et en les liant à la section « Notes et références ».

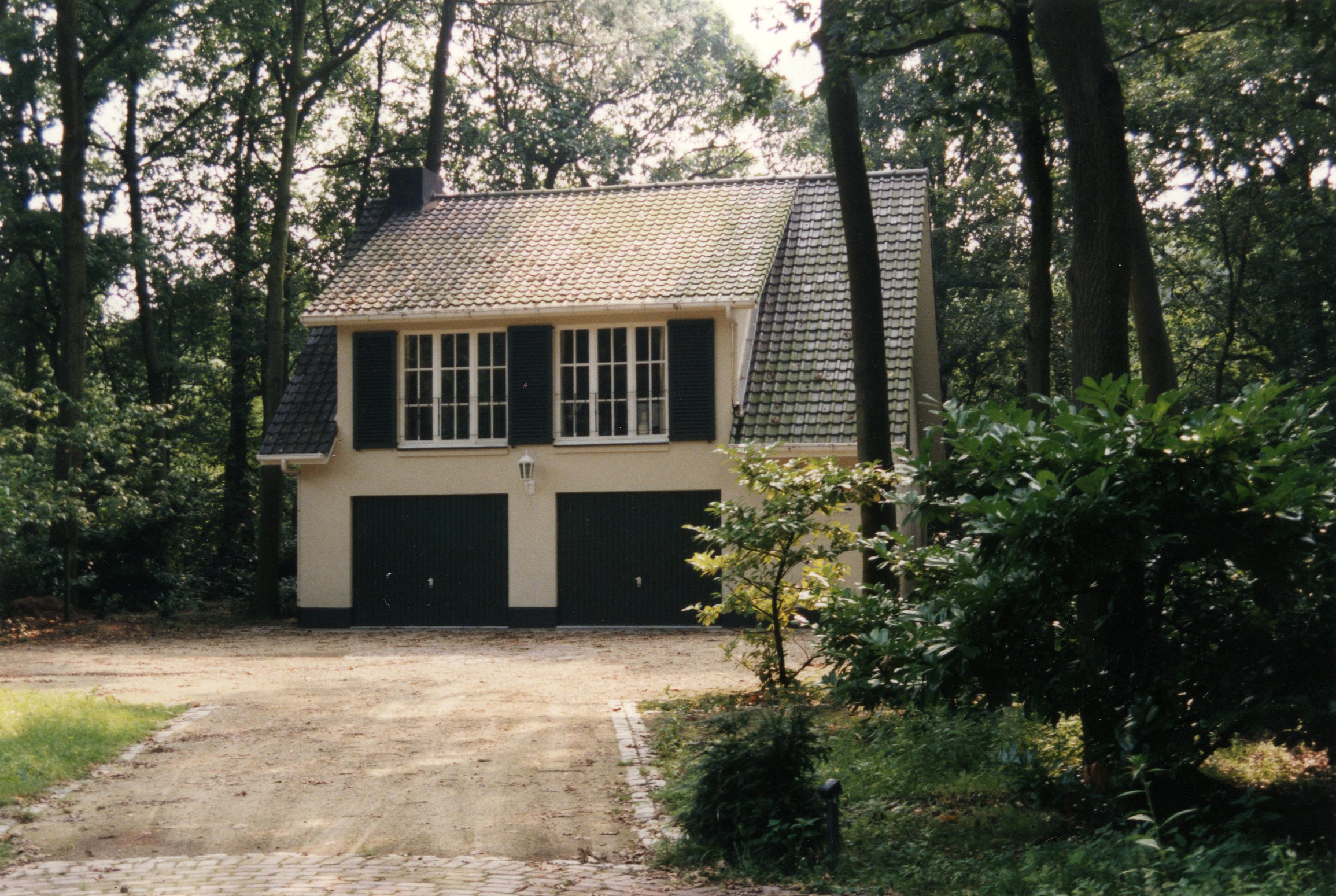
Studio Vandersteen en 1995.

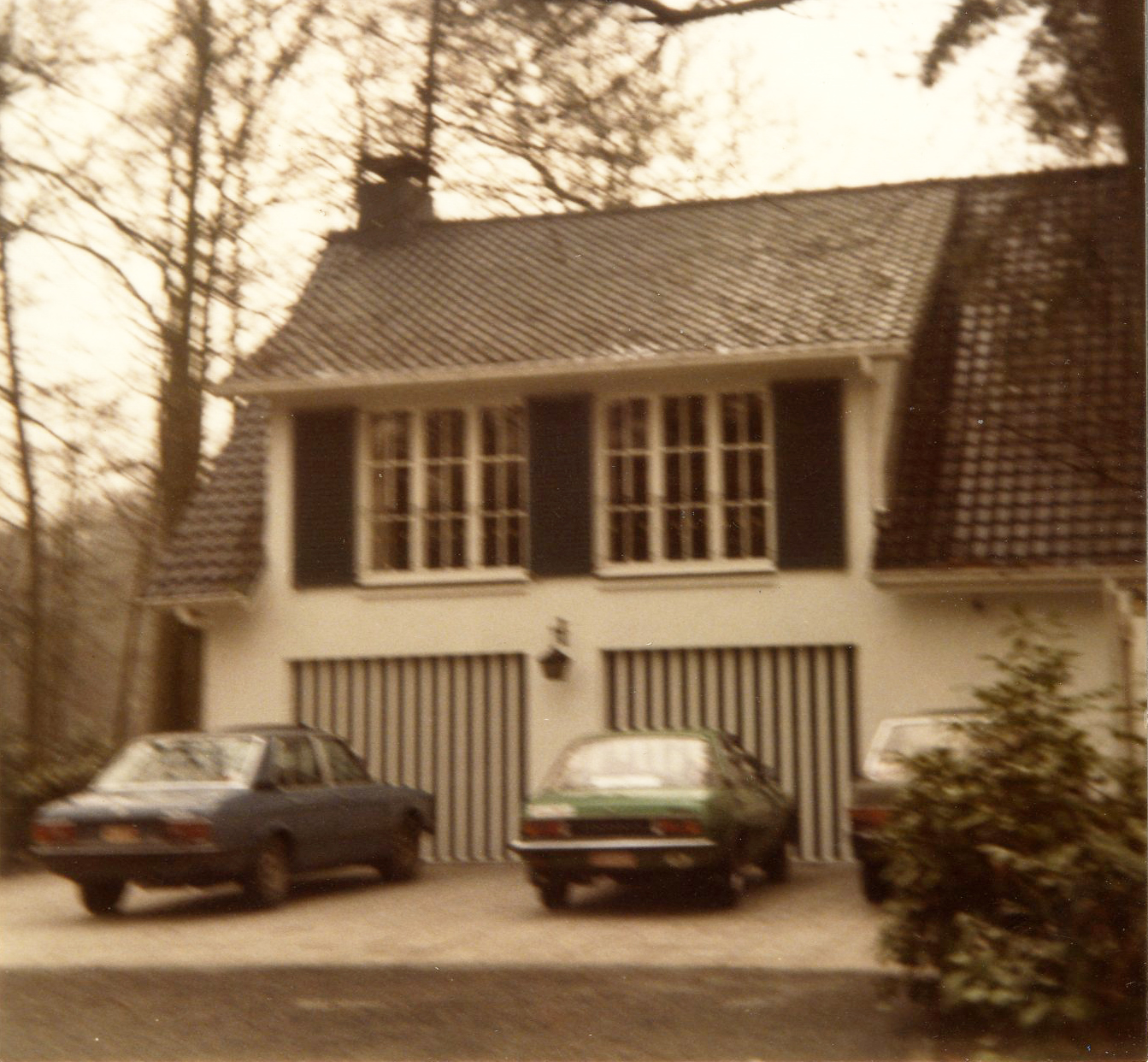
Studio Vandersteen en 1985.

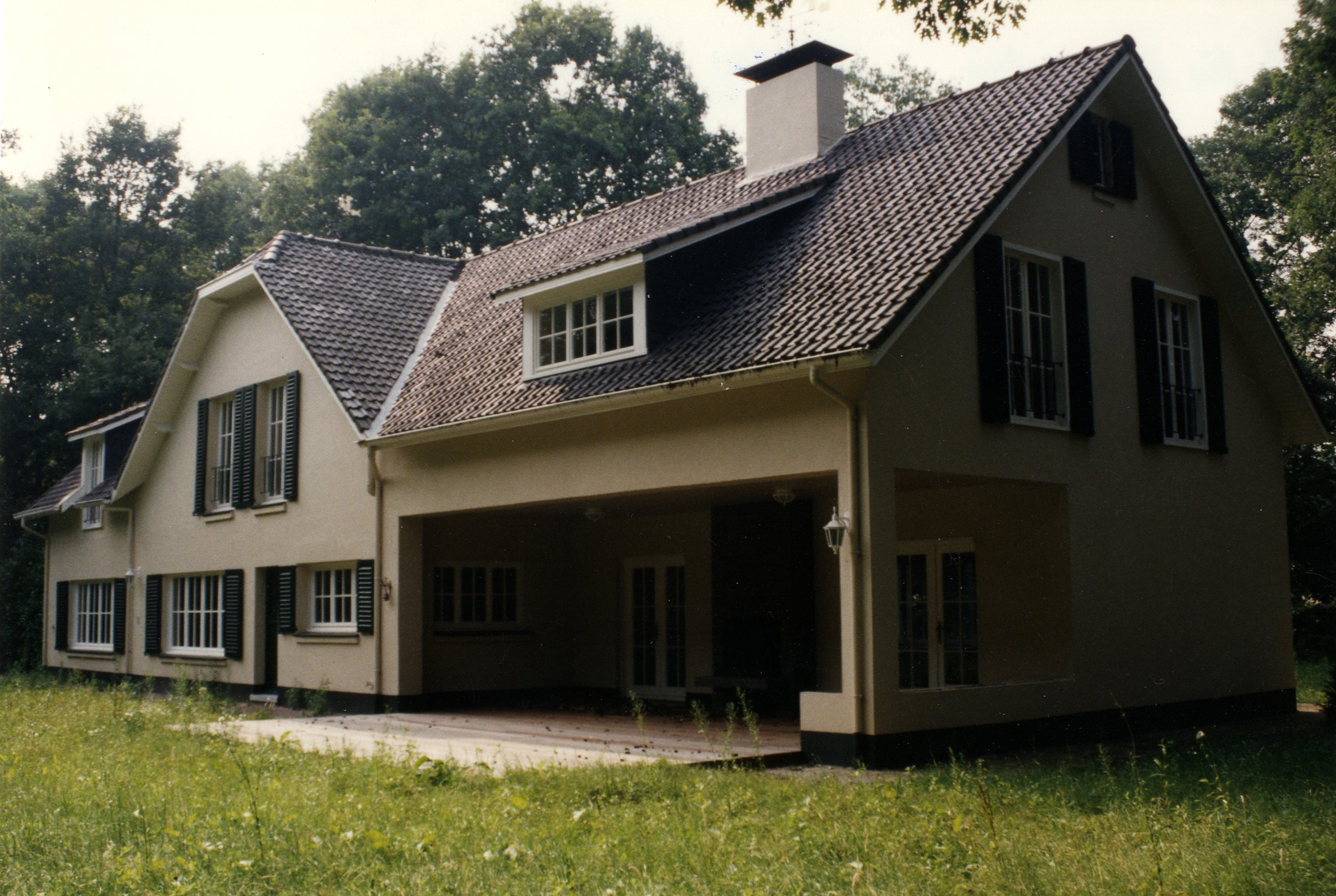
Façade arrière de la villa de Willy Vandersteen (1995) avant l'arrivée du musée Bob et Bobette. Aujourd'hui, l'atelier de dessin est situé au premier étage.

Le Studio Vandersteen est un studio de dessin fondé par Willy Vandersteen pour accueillir le nombre croissant de ses collaborateurs sur ses créations de bandes dessinées, situé à Heide (Kalmthout).

## Histoire
Dès le début de sa carrière, Willy Vandersteen travaille sur ses bandes dessinées avec plusieurs collaborateurs. Par exemple, sa femme l'aide à encrer ses dessins. François-Joseph Herman est l'un de ses premiers collaborateurs en 1949. Il est chargé d'encrer les histoires de Bob et Bobette à partir de l'album L'Attrape-mites.
Au fil du temps, d'autres personnes le rejoignent, comme Karel Verschuere et Karel Boumans. Ils assistent Vandersteen sur diverses séries de bandes dessinées telles que Bob et Bobette, Les Blagues de Mr. Lambique, Bessy, Le Chevalier rouge et Karl May. En 1959, Vandersteen fonde le Studio Vandersteen, où plusieurs employés travaillent sur diverses créations de bandes dessinées. De nouvelles séries sont lancées, comme Jérôme, Biggles et Safari.
Au début, Vandersteen se concentrait principalement sur les scénarios et les dessins et laissait ses employés développer son travail. Au fil du temps, les artistes les plus talentueux gagnent en influence et en responsabilité, et deviennent même les scénaristes et/ou dessinateurs principaux. Cela permet à Vandersteen de se concentrer sur la création de nouvelles séries, telles que Robert et Bertrand, Pats / Tits et Les Gueux. Entre-temps, Karel Biddeloo prend en charge la bande dessinée Le Chevalier Rouge et Paul Geerts devient responsable de la série la plus célèbre : Bob et Bobette.
Aujourd'hui, le Musée Bob et Bobette se trouve à côté du studio.

## Série publiées
- Bob et Bobette, depuis 1945
- Le Chevalier rouge, depuis 1959
- Bessy, de 1954 à 1985
- Robert et Bertrand, 1973-1998
- Karl May, 1962-1985
- Jérôme, 1962-1982
- Les Voyages extraordinaires de Jérôme, 1982-1991
- Tits, 1979-1986
- Les Juniors Bob et Bobette, 2002-2015
- Safari, 1970-1974
- Bessy Natuurkommando, 1985-1992
- Biggles, 1965-1969, 1998
- De familie Snoek, 1946-1954, 1966-1969
- Les Gueux, 1985-1990
- Les Blagues de Monsieur Lambique (ancienne série), 1955-1960, 1962
- Les Blagues de Monsieur Lambique (nouvelle série), 2004-2006
- Le Prince Riri, 1978, 1980, 1994-1997
- Fanfreluche, 1986-1987, 1990, 1992-1993
- Amphoria (bande dessinée), 2013-2015
- Les Chroniques d'Amphoria, 2017-
- J.ROM - Force of Gold, 2014-2016
- Piwo het houten paard, 1943-1944, 1946
- Les Joyeux Lurons, 1958-1960
- Thyl Ulenspiegel, 1951, 1953

## Personnel
Les artistes suivants sont ou ont été employés par le Studio, ou ont contribué aux histoires du Studio :
- François Joseph Herman (1949-1952?)
- Karel Verschuere (années 1950)
- Karel Boumans (1952-1959)
- Eduard De Rop (1959-1983)
- Frank Sels (?-1966)
- Eugeen Goossens (1965-1990)
- Daniël Jansens (1967-1973)
- Paul Geerts (1968-2002)
- Karel Biddeloo (1968-2004)
- Jeff Broeckx (1943-)
- Robert Merhottein (Merho) (1970-1976)
- Ron Van Riet (1970-1992)
- Eric De Rop (1970-2015)
- Hilde Costermans (1966-1976)
- Rita Bernaers (1971-2006)
- Walter Laureysens (Walterell)
- Jacky Pals (années 70)
- Liliane Govers (1980-2002)
- Marc Verhaegen (1988-2005)
- Erik Meynen (2001-?)
- Walter Van Gasse (2002-2006)
- Bruno De Roover (2003-?)
- Peter Quirijnen (2003-2013)
- Peter Van Gucht (2003-)
- Luc Morjaeu (2005-)
- Charel Cambré (2005-2007)
- Martin Lodewijk (2005-2016)
- Claus Scholz (2005-2016)
- Dirk Stallaert (2006-?)
- Isabelle Van Laerhoven (2006-?)
- Sabine De Meyer (2006-)
- Patrick van Lierde
- Christian Verhaeghe (2013-)
- Wout Schoonis (2007-)
- Thijs Wessels (2019-)